# Oroquieta Villaverde
El Club Deportivo Oroquieta Villaverde es un equipo de fútbol femenino español de Madrid, del barrio de Oroquieta, presidido por J. Antonio Hernández.
En 1989 el Oroquieta Villaverde consiguió ascender a la Primera División Femenina de España. El equipo consiguió permanecer en la máxima categoría y se fue afianzando hasta quedar campeón dos temporadas seguidas: 1992/93 y 1993/94. Después de ganar su primera Copa de la Reina en 1992 el Oroquieta se fortaleció aún más cuando el Atlético de Madrid se disolvió y parte de sus mejores jugadoras pasaron a jugar en el equipo.
Durante los años 90 el Oroquieta fue uno de los equipos de fútbol femenino más potentes de España, llegando a ganar 3 ligas y 3 copas de la Reina.
Sin embargo, el Oroquieta se resintió bastante a partir del año 2000, debido a la reestructuración del Atlético de Madrid y a la gran competencia de otros equipos madrileños como el Rayo Vallecano. Actualmente juega en la categoría Regional Preferente.

## Palmarés
- Primera División Femenina de España
  - 3 campeonatos: 1992/93, 1993/94, 1998/99
  - 2 subcampeonatos: 1994/95 y 1995/96
- Copa de la Reina de Fútbol
  - 3 campeonatos: 1992, 1995, 1999
  - 3 subcampeonatos: 1993, 1994, 1996

## Jugadoras internacionales
- Isabel Candel
- Begoña Casalengua
- Begoña Jáuregui
- Mar Prieto
- Laura del Río

- Datos: Q5010112